# Relações entre Brasil e Iraque

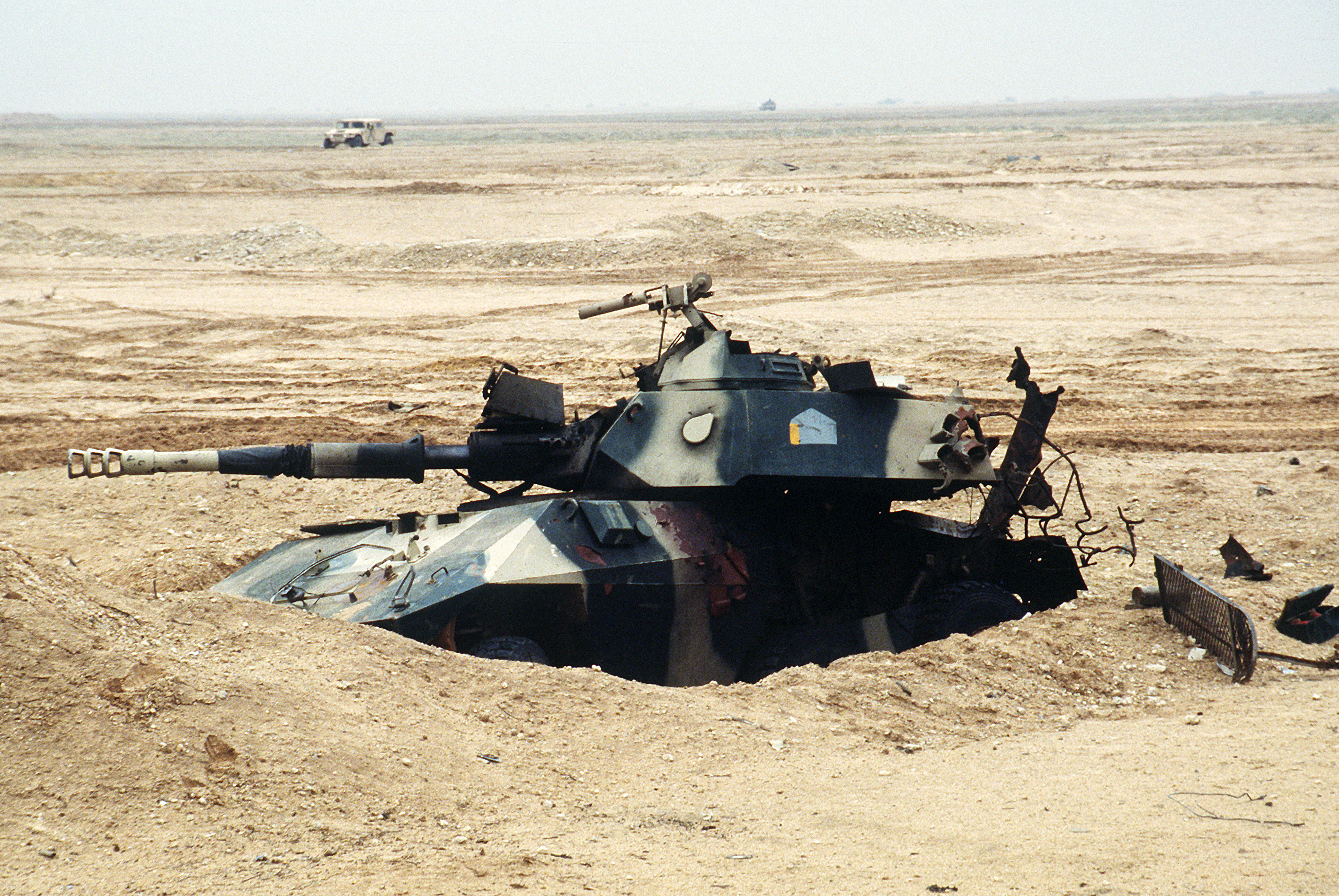
O EE-9 Cascavel foi um dos diversos produtos bélicos exportados ao Iraque, sendo utilizados na Guerra do Golfo.

As relações entre Brasil e Iraque são as relações diplomáticas estabelecidas entre a República Federativa do Brasil e a República do Iraque. O Brasil mantém uma embaixada em Bagdá, e o Iraque mantém uma embaixada em Brasília. Os dois países são membros do Grupo dos 77.

## Comércio
Entre 1970 e 1980, cerca de 60% do petróleo importado pelo Brasil era proveniente do Iraque, e as transações comerciais chegaram a ultrapassar os US$ 4,1 bilhões de dólares.
A construtora Mendes Júnior, por meio de acordos comerciais, pavimentou várias estradas e construiu uma linha ferroviária, na época caracterizada como o maior contrato internacional já fechado pelo Brasil. Nesta ocasião, mais de 10 mil trabalhadores brasileiros foram enviados ao Iraque para a prestação destes serviços, colaborando não apenas para o conhecimento mútuo entre esses países, mas fortalecendo também os laços culturais existentes entre as duas nações.
Com a imposição do embargo econômico ao Iraque pelas Nações Unidas, em 1991, devido à invasão do Kuwait, as relações entre ambos foram suspensas. A criação do programa "Petróleo por Alimentos" permitiu uma retomada parcial destas relações, mas somente quando o embargo teve fim, foi possível um esforço real no sentido de retomar a estreita cooperação e o comércio das décadas anteriores. 
De um total de US$ 780,961 milhões em produtos exportados aos iraquianos em 2011, 70% foram provenientes da venda de frango.